# Batalha de Megido (609 a.C.)
Esta Batalha de Megido foi registrada como tendo ocorrido em 609 a.C., quando o faraó Neco II do Egito liderou seu exército para Carquemis (norte da Síria) para se juntar a seus aliados, o enfraquecido Império Neoassírio, contra o surgimento do Império Neobabilônico. Isso exigia a passagem pelo território controlado pelo Reino de Judá. O rei judeu, Josias, recusou-se a deixar os egípcios passarem. As forças judias lutaram contra os egípcios em Megido, resultando na morte de Josias e seu reino se tornando um estado vassalo do Egito. A batalha está registrada na Bíblia Hebraica, no grego I Esdras, e os escritos de Flávio Josefo.
Enquanto Neco II ganhava o controle do Reino de Judá, as forças combinadas da Assíria-Egípcia perderam para os Babilônios na Queda de Harã, após o que a Assíria deixou de existir como um estado independente.

## Relatos bíblicos
A história básica é contada em II Reis 23:29–30 (escrita por volta de 550 a.C.). O texto hebraico aqui foi mal interpretado e traduzido como Neco indo 'contra' a Assíria. Cline 2000: 92-93 observa que a maioria das traduções modernas tenta melhorar essa passagem levando em consideração o que agora sabemos de outras fontes históricas, a saber, que o Egito e a Assíria eram então aliados. O texto original também não menciona uma 'batalha', embora algumas versões modernas adicionem a palavra 'batalha' ao texto.
Em seus dias, Faraó Neco, rei do Egito, subiu ao rei da Assíria até o rio Eufrates. O rei Josias foi ao seu encontro; e Faraó Neco o matou em Megido, quando ele o viu. E seus servos o levaram morto num carro de Megido, e o trouxeram a Jerusalém, e o sepultaram em sua sepultura.
Há um relato mais longo registrado posteriormente em II Crônicas 35:20–25 (escrito por volta de 350–300 a.C.).
Depois de tudo isso, quando Josias havia posto em ordem o templo, Neco, rei do Egito, subiu para fazer guerra em Carquemis, no Eufrates, e Josias saiu para enfrentá-lo. Mas Neco enviou mensageiros a ele, dizendo: "O que temos nós um com o outro, ó rei de Judá? Não vou contra você hoje, mas contra a casa contra a qual estou em guerra, e Deus me ordenou que me apressasse. Pare, pelo seu próprio bem, de interferir com Deus, que está comigo, para que Ele não o destrua." No entanto, Josias não se afastou dele, mas se disfarçou para fazer guerra com ele; nem ouviu as palavras de Neco da boca de Deus, mas veio fazer guerra na planície de Megido. Os arqueiros atiraram no rei Josias, e o rei disse aos seus servos: "Levem-me embora, porque estou gravemente ferido".

## Outros relatos
O relato em Esdras adiciona alguns detalhes menores, com a diferença básica entre ele e o relato anterior no Livro de Crônicas, sendo que Josias é descrito apenas como sendo "fraco" em Megido e pede para ser levado de volta a Jerusalém, onde morre. Cline aponta que isso traz a história mais alinhada com uma profecia anterior feita pela profetisa Hulda (II Reis 22:15–20).
Sete séculos após a morte de Josias, Josefo também escreveu um relato dos eventos. Este contém mais detalhes sobre os movimentos de Josias no campo de batalha que foram sugeridos como provenientes de documentos agora perdidos, mas Cline sugere que é baseado nos relatos bíblicos e talvez nos próprios pontos de vista de Josefo.(Cline 2000: 97)
Finalmente, há a sugestão de que Heródoto registra essa batalha e campanha egípcia em seus escritos sobre o faraó Neco, incluídos em suas famosas Histórias:
Neco, então, parou de trabalhar no canal e partiu para a guerra; algumas de suas trirremes foram construídas no mar do Norte, e algumas no Golfo Pérsico (Mar Vermelho), na costa do Mar de Erítrias. Os molinetes para atracar os navios ainda podem ser vistos. Ele implantou esses navios conforme necessário, enquanto também se engajou em uma batalha campal em Magdolos com os sírios, e os conquistou; e depois disso ele tomou Cadítis, que é uma grande cidade da Síria. Ele enviou as roupas que havia usado nessas batalhas para Branquida de Mileto e as dedicou a Apolo.
A batalha também é discutida no Talmude, onde diz que Josias não deixou os egípcios passarem por causa de uma passagem na Bíblia que diz que "Uma espada não passará por sua terra". (Levítico 26:6 Taânis 22b)

## Localização do campo de batalha

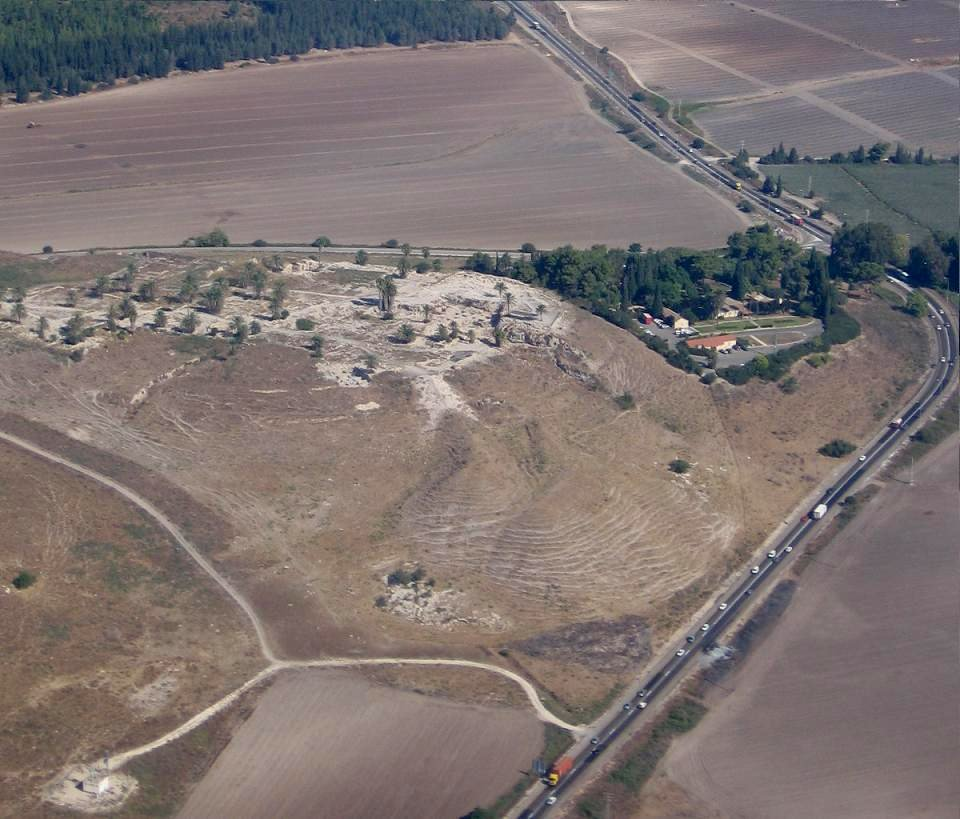
Vista aérea de Tel Megido do sudeste

Uma vista da topografia do lugar ao redor da cidade, revelará que Megido é uma pequena elevação entre outras em um pequeno planalto elevado perto de uma grande planície costeira grande o suficiente para acomodar muitos milhares de soldados. Sendo que não domina a área envolvente, não é um alvo óbvio, embora seja útil como guarnição e tenha uma nascente de água do rio Quisom. Isso explica por que Josias usou o terreno para mascarar sua abordagem ao tentar emboscar o exército egípcio que estava a caminho para atacar os babilônios na Mesopotâmia.

## Rescaldo
Judá caiu sob o controle e a influência egípcia. Ao retornar da Síria e da Mesopotâmia, Neco II capturou e depôs Joacaz, filho de Josias que acabara de suceder a seu pai no trono. O faraó impôs um tributo de 100 talentos de prata (cerca de 3¾ toneladas ou cerca de 3,4 toneladas métricas) e um talento de ouro (cerca de 34 kg (75,0 lb)) sobre o reino e nomeou o irmão mais velho de Joacaz, Eliaquim, como rei. Neco também mudou o nome desse novo rei para Jeoaquim. Joacaz foi levado cativo para o Egito, onde se tornou o primeiro rei de Judá a morrer no exílio.

## Debate sobre o relato em II Crônicas
Eric H. Cline explica que há uma divisão de opinião quanto à exatidão do relato acima. De um lado, estão os estudiosos que acreditam ser um relato preciso de um ataque surpresa de Josias. Do outro, estão aqueles que apontam que esta não seria a única vez que o Cronista 'melhorou' uma história. De ter sido ferido por uma flecha até seu sepultamento em Jerusalém, a história talvez se assemelhe às histórias de I e II Reis sobre os reis Acabe de Israel e Acazias de Judá, eventos que ocorreram pelo menos dois séculos antes da morte de Josias. Cline sugere que o cronista usou detalhes dessas histórias na história de Josias.
Cline também sugere a possibilidade de que pode não ter havido uma batalha histórica de Megido envolvendo Josias, uma vez que há pouca comprovação histórica para isso fora da Bíblia. Por exemplo, Josias pode ter sido morto por Neco em algumas outras circunstâncias.